# Murray Bridge
Pour les articles homonymes, voir Murray.
Murray Bridge est une ville à 80 kilomètres au sud-est d'Adélaïde, en Australie-Méridionale, sur le fleuve Murray. Elle compte 14 048 habitants en 2006.

## Climat
Murray Bridge a un climat méditerranéen (Köppen: Csa/Csb) près d'un climat semi-aride (Köppen: BSk), avec des étés agréablement chauds et secs et des hivers doux. La pluviométrie est modérée basse: 348,7 mm par an, avec un maximum relatif en hiver. La température la plus élevée enregistrée est de 47,5 ºC le 24 janvier 2019, tandis que la température la plus basse est de −5,0 ºC le 21 juillet 1982.
| Mois                                            | jan. | fév. | mars | avril | mai  | juin | jui. | août | sep. | oct. | nov. | déc. | année |
| ----------------------------------------------- | ---- | ---- | ---- | ----- | ---- | ---- | ---- | ---- | ---- | ---- | ---- | ---- | ----- |
| Température minimale moyenne (°C)               | 14,8 | 14,7 | 13   | 10,4  | 8,1  | 6,1  | 5,5  | 5,9  | 7,2  | 9,1  | 11,5 | 13,3 | 10    |
| Température maximale moyenne (°C)               | 29,4 | 29,4 | 26,9 | 23,6  | 19,6 | 16,8 | 16,3 | 17,6 | 20,1 | 23,1 | 25,8 | 27,9 | 23    |
| Record de froid (°C)                            | 5,1  | 5,7  | 4,1  | −0,6  | −1,8 | −4,3 | −5   | −2   | −1,4 | −0,6 | 2,1  | 4    | −5    |
| Record de chaleur (°C)                          | 47,5 | 46,4 | 43,7 | 39,2  | 31   | 25,6 | 26,8 | 30,9 | 35   | 39,7 | 44,3 | 47,3 | 47,5  |
| Précipitations (mm)                             | 16,6 | 18,4 | 19,8 | 28,8  | 35,2 | 38,1 | 35,7 | 36,9 | 36,8 | 33,2 | 25,8 | 23,7 | 348,7 |
| dont nombre de jours avec précipitations ≥ 1 mm | 2,5  | 2,5  | 3,1  | 5,1   | 7    | 7,9  | 8,1  | 8,4  | 7,3  | 5,9  | 4,2  | 3,6  | 65,6  |
| Humidité relative (%)                           | 37   | 39   | 41   | 46    | 55   | 61   | 60   | 52   | 49   | 42   | 39   | 39   | 47    |

## Économie
L'économie de la ville repose sur l'agriculture: lait, cochons, poulets, céréales, légumes.

## Ponts sur le Murray
La ville possède trois ponts sur le Murray : deux ponts routiers dont celui de la "Princes Highway" au sud de la ville et un pont ferroviaire (mis en service en 1927) pour la ligne reliant Adélaïde à Melbourne.